# Luis de Marichalar y Monreal
Pour les articles homonymes, voir Monreal (homonymie).
Luis Marichalar y Monreal (Madrid, 1873 – ibidem, 1945) est un homme politique, essayiste, journaliste et académicien conservateur espagnol, souvent désigné par son titre nobiliaire, vicomte d’Eza, ou par le raccourci Eza.
Juriste de formation, grand propriétaire terrien, fervent catholique, appartenant à une vieille famille aristocratique, Eza s’engagea de bonne heure dans la politique sous l’étiquette du Parti conservateur et se fit l’avocat infatigable des principes traditionnels, professant une idéologie traditionaliste, monarchiste parlementaire, élitiste et corporatiste. En particulier, il affirmait le caractère naturel et nécessaire des hiérarchies comme fondement de l’ordre social voulu par Dieu, ce en vertu d’une conception organique de la société, où l’ordre hiérarchique découle de l’inégalité naturelle inéluctable des hommes. En même temps toutefois, son discours se teintait de catholicisme social, en accord avec les préceptes de l’encyclique Rerum Novarum, qui le portaient à œuvrer pour l’adoption d’une politique sociale en Espagne (se traduisant — au-delà d’une sollicitude paternaliste pour les plus démunis — par un plaidoyer pour une législation du travail et pour la création de caisses de prévoyance, par l’accent mis sur l’intérêt général, etc.), à prôner le consensus avec la gauche modérée, et à répudier l’usage de la force et la confrontation, afin d’établir « la concorde entre les classes » propice au statu quo social. Dans le secteur agricole, il plaidait pour le remembrement des exploitations, pour le crédit agraire, pour les coopératives agricoles, mais avec maintien de l’exploitation familiale et de la propriété privée, et avec un interventionnisme restreint.
Pour mettre en œuvre ses idées, Eza ne manqua pas de mettre à profit les différents mandats politiques qu’il lui fut donné d’exercer, à savoir : à la direction générale de l’Agriculture (1907) ; comme titulaire du portefeuille de l’Équipement (1917) et de la Guerre (1920-1921) ; comme député aux Cortes et membre de commissions parlementaires (où il contribua notamment à élaborer une législation sociale) ; et comme président de diverses institutions publiques et semi-publiques. Il officia d’autre part comme maire de Madrid pendant une courte période (1913-1914).
En 1923, à l’avènement de la dictature primorivériste, Eza s’éloigna définitivement de l’avant-scène politique pour se vouer dorénavant, et jusqu’à la fin de sa vie, à l’écriture d’essais et d’articles de presse, et à la tenue de conférences et de débats, réussissant par ces moyens à s’assurer un pouvoir d’influence notable. Son œuvre écrite, volumineuse, traitant de thèmes surtout politiques et économiques, présente dans une large mesure le caractère d’une compilation, avec un apport personnel limité.

## Biographie

### Origines familiales et formation
Luis Marichalar y Monreal vit le jour dans une famille aisée de grands propriétaires, d’académiciens et de juristes de renom, qui se targuaient de profondes racines aristocratiques et d’une longue tradition parlementaire. Bien que né à Madrid, ses ascendances étaient principalement navarraises. Il avait pour père Amalio Rufino Marichalar y San Clemente, 8e marquis de Montesa (né à Madrid en 1817), avocat réputé, appartenant à l’un des douze lignages nobles de la ville de Soria, et de María Cecilia Monreal y Ortiz de Zárate (née en 1837),. À partir de 1900, il arbora le titre de vicomte d’Eza (Vizconde de Eza), et allait être connu sous cette appellation par la suite. Son mariage avec Encarnación Bruguera, titulaire d’une grosse fortune comprenant des domaines agricoles, des immeubles urbains et des valeurs étrangères, conforta sa position élevée et devait lui garantir l’indépendance à l’heure d’agir politiquement,.
Il entreprit des études de droit à l’université Centrale de Madrid, où il obtint sa licence avec la mention excellent, avant de passer son doctorat en 1895, à l’âge de 21 ans,. Propriétaire de domaines agricoles dans les provinces de Cordoue et de Soria, il introduisit en Espagne des cultures nouvelles, telles que le coton et le maïs.
Il s’engagea de bonne heure dans la politique active et milita dans le Parti conservateur, d’abord sous l’égide de l’homme politique madrilène Francisco Silvela (« mon premier maître », dira-t-il), puis du Galicien Eduardo Dato (« maître et ami intime »),,.

### Positionnement idéologique

#### Catholicisme traditionaliste et monarchisme
Catholique fervent et pratiquant, Marichalar y Monreal s’était fait membre de l’Action catholique espagnole et rallia les organisations du catholicisme social espagnol, au sein desquelles il allait œuvrer de façon ininterrompue. Il faisait partie notamment du Conseil national des corporations catholico-ouvrières et du Comité central des Congrès catholiques, où il se montra très actif dans les débats qui se tenaient dans les différents Congrès catholiques et lors des Semaines sociales, autour de sujets tels que le repos dominical, le salaire équitable, le modèle associatif ouvrier à préconiser, ou le rôle de l’État.
Représentant prototypique des notables, voire des caciques, qui professaient alors le libéralisme conservateur, Marichalar y Monreal réunissait en sa personne toutes les formes de capital économique, social et politique propres aux élites de la Restauration,,. Il faisait partie du groupe des conservateurs catholiques, véritable élite intellectuelle très au fait des lois et institutions sociales déjà adoptées ailleurs en Europe, et intervenait activement dans les controverses doctrinales et dans les instances internationales favorables à la réforme sociale,. Il faisait d’autre part figure de porte-voix patenté de l’aristocratie terrienne, était lié aux grandes organisations agraires d’Espagne, et contribua à renforcer les tendances corporatistes qui marquaient depuis 1907 la vie économique espagnole,,, se faisant l’écho des débats qui avaient lieu dans l’entre-deux-guerres en Europe à propos de ce que devait être la constitution « organique et collective des peuples »,.
Marichalar y Monreal pourrait être catalogué comme monarchiste, zélateur catholique et conservateur notoire avec un vernis de libéralisme. Quand même il se qualifiait lui-même de « libéral-conservateur », il fut avant tout un défenseur irréductible des principes traditionnels, postulant le caractère naturel et nécessaire des hiérarchies comme fondements de l’ordre social voulu par Dieu. Dans son cas, le libéralisme était tout au plus un qualificatif fluctuant — un « nuancement », devait-il écrire plus tard, qui lui aurait été imposé par Cánovas,,.
En héraut du conservatisme catholique du premier tiers du XXe siècle, il s’efforça d’en diffuser, à tout moment et par tous les moyens à sa portée, les principes politiques et socio-économiques, et s’évertua, chaque fois qu’il en eut la possibilité, de mettre en œuvre lesdits principes à partir des différentes positions de pouvoir qu’il vint à occuper, y compris dans des domaines aussi spécifiques que la recherche scientifique. En effet, tout au long de son parcours public, Marichalar y Monreal déploya un intense travail de publiciste et de propagateur des principes du conservatisme catholique, par le biais de la presse quotidienne, des revues, de conférences, de rapports d’expertises, de brochures, d’ouvrages, etc. En particulier, il s’employa à propager l’idée corporatiste en économie, à travers la création de consortiums industriels, conception cadrant avec le courant alors en vogue du nationalisme économique.
Francisco Silvela avait missionné Eduardo Dato de mettre en pratique dans le domaine social les enseignements du pape Léon XIII tels qu’exposés dans l’encyclique Rerum Novarum, ce qui donna le coup d’envoi à la nouvelle législation espagnole dans ce domaine (dont une loi sur les accidents du travail), à l’élaboration de laquelle Eza s’attela promptement, sous la supervision de Dato, avec qui il communiait pleinement. Afin d’assurer la stabilité du régime, Dato prônait le consensus avec la gauche modérée, répudiant l’usage de la force et la confrontation préconisés par le maurisme. Il s’agirait d’opérer une « saine révolution » visant « non à détruire ceux d’en-haut, mais à hausser et ennoblir ceux d’en bas », par quoi pourrait s’instaurer « la concorde entre les classes » propice au statu quo social,.
Il louait Cánovas d’avoir restauré la monarchie dynastique de type constitutionnel, en accord avec la tradition catholique rénovée et en consonance avec l’être profond de l’Espagne, sans pour autant admettre la thèse du libre contrat entre individus libres. Faisant sienne la position traditionaliste, Eza posait que Dieu était le socle de la création tout entière, que la liberté n’était pas un droit individuel mais un don naturel gratuit, et que la religion constituait le fondement ultime de l’éthique et de la justice. Il invoquait fréquemment les penseurs traditionalistes tant français (Chateaubriand, Lammenais, De Bonald, De Maistre) qu’espagnols (Balmes, Cortés, Menéndez Pelayo), ainsi que les philosophes néothomistes, en particulier Zeferino González. De ces auteurs, il avait emprunté la conception du monde comme dessein intentionnel de la divinité, ce qui impliquait à la fois une subordination de la raison à la foi, une vision organique de la société comme ordre hiérarchique appuyé sur l’inégalité naturelle et inéluctable des hommes, et enfin, l’identification, déjà postulée par Menéndez Pelayo, entre catholicisme et être espagnol, autrement dit, l’appartenance à une nation, communauté indissoluble résultant d’un long processus historique. En même temps, il concédait que le progrès était inévitable et inhérent à l’évolution de l’humanité, eu égard à quoi il s’autodéfinissait parfois comme « conservateur-démocrate », c’est-à-dire comme une personne appartenant à une minorité d’élite, conservatrice par ses idées et principes moraux (autorité, famille, propriété, religion, tradition), et démocrate, car ayant à cœur le bien-être du peuple,. Les lois terrestres doivent émaner des lois divines, afin de rendre « sain d’esprit l’homme et, par là, prospères les sociétés dans leurs destinées, qu’elles [dotent] d’un contenu et d’une finalité »,.
En 1912, après que le Parti conservateur se fut scindé entre « mauristes », adeptes d’Antonio Maura, et « idóneos » (idoines), emmenés par Dato, Marichalar y Monreal se rangea aux côtés de ce dernier. Les « idóneos » n’aspiraient nullement à transformer le régime en place, mais se proposaient d’aborder la question sociale dans une optique de compromis et par la voie parlementaire,. Des vertus de Dato, Eza en mettait en exergue trois : sa volonté de fortifier l’individu face à l’État, conçu comme un « mal nécessaire » et auquel incombe seulement la fonction de « suppléer [aux faiblesses] des forces sociales démunies » ; son constant souci de « tout ce qui peut conduire à une ordonnance sociale véritable et légitime » ; et son affirmation de la nécessité de conférer à une « élite » les capacités lui permettant de guider et d’éduquer les masses, en leur faisant comprendre que face à l’« exagération erronée des principes de souveraineté populaire » se trouvait le devoir chrétien d’accepter la mission sociale assignée à chacun en particulier,.

#### Pensée économique

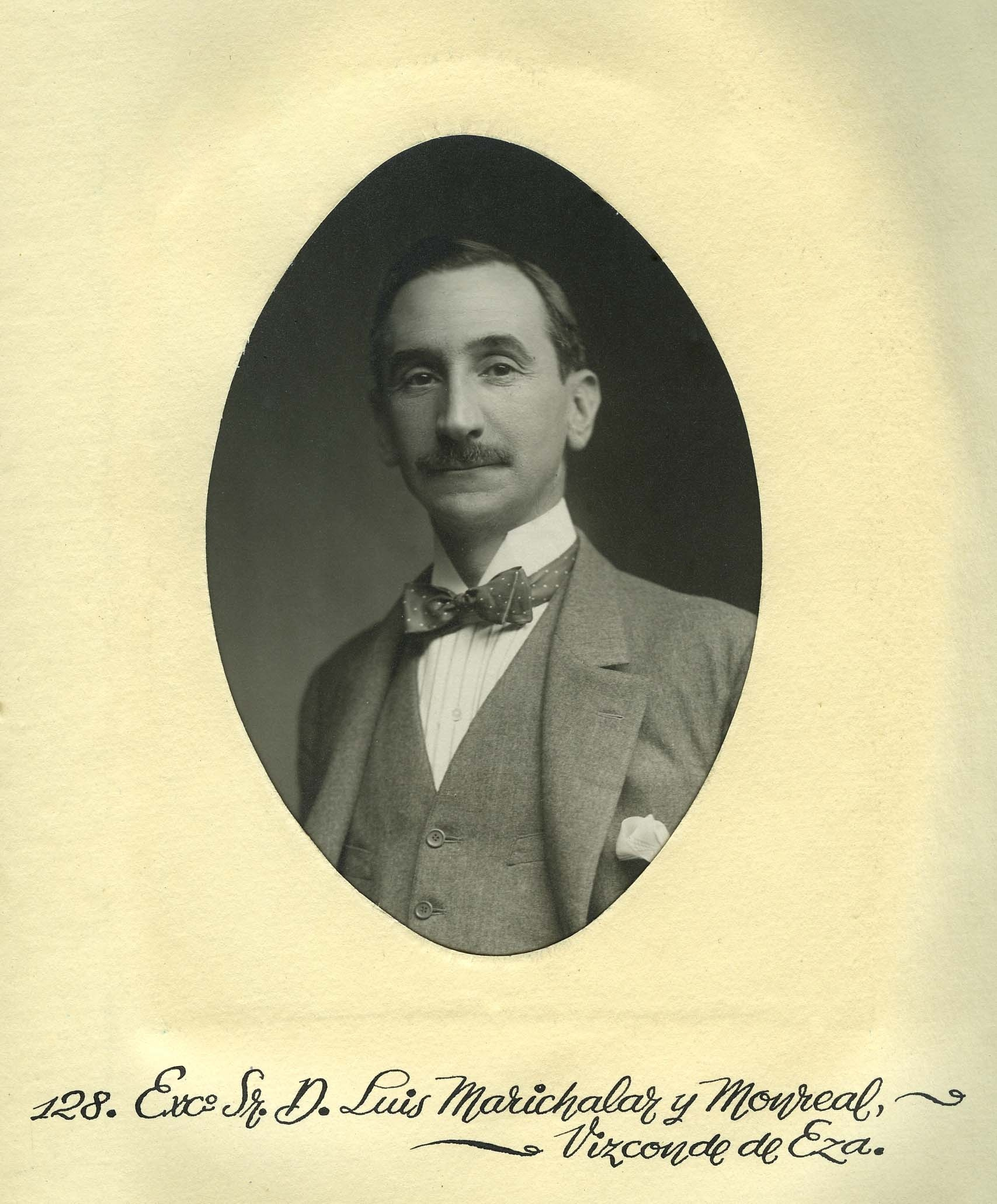
Eza photographié en 1919.

Dans le domaine économique, Marichalar y Monreal affirmait que la base économique et juridique de l’ordre social était la propriété privée, moyennant toutefois que celle-ci soit le résultat d’une épargne légitime, produite soit par le travail du propriétaire, soit par les intérêts dus aux services accomplis par un capital en contrepartie du risque couru ; en aucun cas, la propriété privée n’exempte le propriétaire de remplir ses obligations sociales, à savoir le devoir de fraternité envers ses ouvriers et le respect de leur dignité,. Le crédit est légitime tant qu’il est couplé au bien commun, ce qu’Eza appelait la « moralisation du crédit »,. Crédit et escompte sont des opérations fondamentales pour faire fonctionner l’économie, mais accorder un crédit requiert intelligence et capacité de jugement. Marichalar y Monreal plaidait pour une croissance graduelle et maîtrisée du crédit, constamment et pleinement épaulée par les liquidités des institutions bancaires, par les réserves réalisables et par une moitié des dépôts.
Quant au facteur travail, l’auteur pose que dans les entreprises privées, le patron acquiert, en achetant la main-d’œuvre, le droit de la diriger, en échange du paiement anticipé d’une partie des « bénéfices communs éventuels », c’est-à-dire d’un salaire,. Il conviendra que dans les entreprises privées, celui-ci soit un « salaire social », ajusté au coût de la vie et d’un montant suffisant pour garantir au travailleur une existence digne. Le salaire de l’ouvrier célibataire servira de salaire de base, auquel pourront ensuite être surajoutées des augmentations pour les travailleurs mariés pères de famille, « en fonction de leurs conditions de vie », pour composer le salaire familial, en considération de ce que la famille est la base de l’ordre traditionnel et le gage de la reproduction sociale. Eza n’excluait pas de restaurer quelque forme de syndicalisme, regrettant qu’il n’y ait pas eu encore dans l’histoire humaine une ère où « individu, syndicat et État » aient chevauché à l’unisson, sans violence ni terreur,. En accord avec les préconisations du Vatican, il alla jusqu’à recommander une certaine participation du travailleur dans les bénéfices et dans la gestion des entreprises. C’est également en consonance avec les enseignements du catholicisme social qu’il fustigeait l’individualisme exacerbé. Les réformes du travail qui, au contraire de la lutte des classes, sont propices à l’harmonie sociale (paternalisme patronal protecteur, syndicats mixtes et néosyndicalisme, mécanismes prudhommaux avec jurys mixtes, etc.) devront être assortis d’une base morale appropriée (défense de la famille traditionnelle, du rôle de la femme comme épouse et mère, des valeurs chrétiennes fondamentales, etc.),.
Concernant le rôle de l’État dans la vie économique, Marichalar y Monreal estimait que la fonction de l’État, de nature seulement subsidiaire, devait se borner à orienter, à coordonner et à assurer le suivi, tout en respectant toujours rigoureusement la propriété privée et en observant strictement les principes d’équilibre budgétaire et de maîtrise des dépenses publiques,.

#### Corporatisme et élitisme
Bien que reconnaissant la légitimité historique de la Constitution de 1876, Eza, considérant que les classes sociales devaient être envisagées selon leur fonction et n’étaient pas antagoniques mais interdépendantes, s’était fait l’avocat d’un système de représentation politique corporatiste, sous les espèces d’une assemblée apte à réunir, évaluer et orienter l’ensemble des intérêts et activités du pays,. Dans cette assemblée, la représentation économique ne serait qu’une branche parmi d’autres, au même titre que celles destinées à incarner telle valeur ou à représenter tel groupe historique, culturel, scientifique ou moral. Sa conception corporatiste comporte une dimension double : le niveau professionnel, comme lieu de rencontre économique visant, sans coercition, le dépassement du conflit des intérêts, et le niveau politique, comme axe complémentaire de représentation. Les corporations, composées chacune de l’une « des unions professionnelles librement ouvertes à tout Espagnol, patron ou ouvrier, désireux d’exercer un métier », et agissant, conformément à la doctrine sociale-catholique, de façon autonome vis-à-vis de l’État, seraient appelées à régler les questions salariales et à fixer les conditions de travail, et à venir en aide aux chômeurs, en particulier par un effort d’adaptation à la situation actuelle de l’économie nationale,. Eza proposait « l’intégration dans les pouvoirs légaux ou politiques [par la voie de la représentation corporative] de telles forces qui auparavant déjà [...] [avaient été] dans le pays des pouvoirs sociaux » de facto, ce qui cadre avec la vision de la société comme un organisme vivant régi par les lois immanentes de la hiérarchie, de la continuité et de l’héritage,.
Marichalar y Monreal assignait aux élites un rôle dirigeant dans la société,. La démocratie n’est pas le gouvernement par le peuple, mais le gouvernement pour le peuple par les plus aptes, dans la droite ligne du paternalisme clérical et nobiliaire :

« La démocratie doit consister, non à ce que ce peuple, dans ses classes les plus infimes, gouverne, ni à ce qu’il exerce la souveraineté nationale que l’on brandit aujourd’hui, mais à ce qu’il puisse s’en rapporter à des classes supérieures capables de le diriger, de l’éduquer et de le gouverner pour son bien. »

À l’instar de Jaime Balmes, Eza pensait que le principe progressiste voulant tout ramener à l’individu signifiait un désastre et menaçait la vie de la société. Les classes supérieures avaient l’obligation de se mettre aux avant-postes et de mener à bien sans retard les améliorations et réformes réclamées par l’esprit du siècle, dont plus particulièrement celles en matière d’instruction publique,.

#### Nationalisme économique
Dans le cadre du nationalisme économique — c’est-à-dire d’une politique visant, par une panoplie de mesures, à protéger et à stimuler l’économie nationale —, Eza fut l’un des principaux porte-voix de l’idée de mettre sur pied des « consortiums » (consorcios) industriels, idée dont il se fera assidûment l’avocat tout au long de la décennie 1910 dans de nombreux articles et ouvrages. Ultérieurement encore, dans la décennie 1920 et au début des années 1930, il allait poursuivre sa campagne d’opinion dans des écrits de diverse nature, certes avec une intensité de plus en plus faible.
Il s’agissait en l’espèce pour Marichalar y Monreal de mettre en place des groupements de producteurs en fonction de leur branche d'activité, dans lesquels, d’une manière ou d’une autre, les pouvoirs publics seraient aussi représentés. Quoique l’objectif de base ait été de réguler le marché en fixant les prix et les quotas de production, on s’efforçait également à stimuler des améliorations bénéfiques à l’ensemble du secteur concerné (notamment en matière d’infrastructures de transport et d’entreposage, de collecte de données, etc.), à créer de nouvelles capacités et compétences (par l’enseignement professionnel pour la formation de la main-d'œuvre, par de grands laboratoires communs à tout le secteur pour le développement de nouveaux produits et de techniques nouvelles, etc.), à faciliter l’importation de matières premières et de machines-outils, l’intégration des dernières innovations, ou l’accès au financement (y compris par le biais du crédit public ou garanti). Ces mesures devaient s’accompagner d’un protectionnisme sélectif et d’une série d’aides et de dégrèvements fiscaux propres à favoriser les exportations,. Le rôle de l’État consisterait à agir comme coordinateur des énergies individuelles et se donnerait pour mission d’organiser, d’orienter et de stimuler l’industrie espagnole ; Marichalar y Monreal ne se proposait pas de supprimer l’initiative privée ou de lui substituer un interventionnisme public, mais de la canaliser, de la coordonner et de la piloter, en vue d’un développement industriel vigoureux. Au préalable, il y aurait lieu, pour bien « asseoir » (fundamentar) toutes ces interventions publiques, de dresser « un inventaire de la richesse de l’Espagne »,,. La mise en œuvre d’une politique industrielle active et bien conçue permettrait d’obtenir des rendements d'échelle et d’introduire en Espagne les techniques modernes de production de masse dans les secteurs stratégiques, à savoir, aux yeux de Marichalar y Monreal, les secteurs minier, métallurgique et chimique,. Ce n’est, opine-t-il, que si les initiatives privées d’une même branche industrielle s’associent et coopèrent que l’on pourra gagner suffisamment en efficacité économique dans un environnement international de concurrence croissante, ; en effet, la technologie moderne, de par sa nature, commande une échelle de production adéquate et une spécialisation plus poussée,.
En somme, Marichalar y Monreal préconisait de renouer, mais en la perfectionnant, avec la politique protectionniste et de stimulation de l’industrie nationale qui avait été en son temps celle de Cánovas, dont il jugeait les résultats positifs, mais qui pourraient être plus favorables encore après la mise en place des consortiums. En pleine Seconde Guerre mondiale, Eza attira l’attention sur les faiblesses de nombreux secteurs industriels clef, dont la production apparaissait incapable de satisfaire aux besoins de l’Espagne et qui restaient dépendants de l’étranger quant à l’innovation, au personnel technique et à l’équipement. Dans le même temps, Eza pointait l’abondance de capitaux « inertes » qu’il convenait, dans le contexte de la neutralité de l’Espagne, de mobiliser en faveur du pays,.
Les consorcios industriels ne devaient pas voir le jour dans les conditions prêchées par Eza. Il continuait comme auparavant d’y avoir des groupes de pression de producteurs qui mettaient à contribution leurs organisations pour obtenir des mesures protectionnistes, mais sans se soucier du caractère stratégique et sélectif de leurs actions tel que prescrit par l’intérêt général,.

### Parcours politique

#### Débuts en politique
Affilié au Parti conservateur, Marichalar y Monreal s’engagea en 1899 dans la carrière politique sous les auspices de Ramón Benito Aceña, chef de la section de Soria dudi parti, dont il devint le secrétaire à partir de 1899. Il déploya au sein du parti une vive activité et fut élu aux Cortes sans discontinuité de 1899 à 1923 pour la circonscription de Soria. Bien que sa vie active se soit entièrement déroulée à Madrid, où il disposait de sa propre officine, il avait à tout moment la haute main sur les destinées de la politique provinciale de Soria,,.
De fort bonne heure, à l’instigation de Gumersindo de Azcárate et de Segismundo Moret, il s’impliqua dans les Círculos Católicos Obreros (littér. Cercles catholiques ouvriers) créés par le père jésuite Antonio Vicent et assista en 1889 au premier Congrès catholique national. Il adhérait aux préconisations sociales contenues dans l’encyclique Rerum Novarum du pape Léon XIII et cofonda l’Action catholique espagnole.

#### Député et architecte de la législation du travail
Élu député pour la province de Soria, Marichalar y Monreal fut désigné secrétaire de la Commission sur le travail des Cortes, auquel titre, sous l’influence de Benito Aceña et de ses amis Dato, Moret, Azcárate, Lema y Canalejas, il s’employa à réformer la législation du travail. Il faisait partie, aux côtés d’Azcárate, de l’Institut des réformes sociales (Instituto de Reformas Sociales, sigle IRS), et ce dès la fondation de cette institution en 1903, où il officia comme vice-président (en représentation du patronat) pendant de longues années, puis, de 1918 à 1924, comme président. Ses travaux portant sur le calcul du revenu national ont contribué à mieux évaluer l’économie nationale espagnole. Eza s’attacha à restructurer l’Institut, notamment par la mise sur pied de plusieurs institutions, telles que l’Inspection du travail en 1906, où il secondait le général Marvá, et l’important Institut national de la prévoyance (Instituto Nacional de Previsión),.
Eza était membre de la Société pour le progrès de la législation du travail, section espagnole semi-publique de l’Association internationale pour la protection légale des travailleurs (AIPT), préfiguration de la future Organisation internationale du travail (OIT). Fondée en janvier 1907, ladite société allait agir comme une institution parallèle et en partie complémentaire de l’IRS et servit de plateforme pour les élites réformatrices madrilènes (catholiques et libérales « institutionnistes »). Les mêmes figures qui s’étaient impliquées dans sa création œuvraient au même moment au sein de l’IRS à la mise sur pied l’année suivante (1908) de l’Institut national de prévoyance, dans les organes exécutifs et consultatifs duquel siégeait également Eza. En 1919, l’Espagne finit par adhérer à l’OIT, dont les finalités étaient, arguait Eza, transpartisanes.
À l’initiative d’Eza furent promulguées un ensemble de dispositions importantes, comme la loi sur les Accidents du travail, ainsi que sa postérieure extension au secteur de l’agriculture, et les lois relatives aux contrats de travail, à l’arbitrage des conflits du travail et aux jurys prudhommaux, au travail de nuit, à la durée de la journée de travail, etc. En sa qualité de président de l’IRS, il se trouva à la tête de la mission espagnole auprès de la première Conférence internationale du travail à New York,.

#### Directeur général de l’Agriculture (1907)
De 1907 à 1908, Eza remplit au sein du second gouvernement Maura l’office de directeur général de l’Agriculture, de l’Industrie et du Commerce, dépendant du ministère de l’Équipement, alors dirigé par le villaverdiste Augusto González Besada. À ce titre, Eza fit adopter la loi sur la Colonisation et le Repeuplement intérieur, qui visait à constituer des patrimoines familiaux dans des colonies à implanter sur des terres arides et des friches domaniales incultes, mais dont les résultats furent assez modestes,,. Il œuvra pour une organisation plus rationnelle des cultures et, persuadé de la nécessité d’opérer un remembrement des terres agricoles, encouragea le regroupement des parcelles cultivées. S’attachant à promouvoir le crédit agricole,,, il fonda par décret une caisse de crédit agricole.
Au rebours du concept de collectivisation, Eza eut à cœur, à travers les coopératives agricoles, de réhabiliter la fonction sociale de la propriété agraire. En conséquence, il favorisa les coopératives agricoles, notamment par une exemption fiscale et par une formation en ce sens des ouvriers et agriculteurs. La loi sur les associations, adoptée en 1887, permit de soutenir les coopératives, tout en laissant à celles-ci un certain degré de liberté, sans contrôle étatique excessif, et mettait désormais sur le même pied, du point de vue législatif, coopératives ouvrières et agricoles, jusque-là inégalement traitées. Aussi, selon la synthèse d’un auteur, la politique menée par Eza et González Besada fut-elle marquée, à l’encontre d’une expansion de la sphère publique, « par l’aspiration à intégrer et fortifier les groupes sociaux de quelque importance, organisés en associations, et représentés au sein d’organes à caractère public ou semi-public ». Pour Marichalar y Monreal, il y avait lieu de combattre dans les coopératives toute velléité de commerce, attendu que l’esprit de solidarité en sortira renforcé si les bénéfices ne sont distribués qu’aux seuls sociétaires.
Marichalar y Monreal s’efforça de moderniser l’enseignement professionnel agricole, créa des fermes-écoles et des centres de qualification. Il blâmait l’exode rural des classes aisées et aristocratiques vers les villes.
Entre 1908 et 1917, Marichalar y Monreal refonda et présida l’Association des agriculteurs d’Espagne, la transformant en « un lobby de lobbies agraires »,. Il siégea comme président de l’Association des éleveurs du Royaume, et était membre du Comité central de la colonisation.
En 1909, son mandat terminé, il fut l’auteur d’une proposition de loi sur le crédit agricole, qui comportait 38 articles, mais qui ne fut pas prise en considération. En son article 5, il était énoncé :

« La coopérative est l’action par laquelle l’association fournit à ses membres des éléments leur permettant d’élever leur niveau moral et économique, au moyen de l’apport par les associés de leurs cote-parts, de leur action personnelle et économique, et/ou de leur responsabilité, par le moyen d’opérations faites en commun et au profit de leurs associés exclusivement, et en partageant entre eux l’économie faite grâce à la suppression du bénéfice d’un intermédiaire. »

#### Ministre de l’Équipement (1917)
Marichalar y Monreal officia comme ministre de l’Équipement (de Fomento, en espagnol) du 11 juin au 3 novembre 1917 dans le cabinet ministériel présidé par Eduardo Dato. Parmi les actions réalisées par Eza pendant ce court mandat méritent d’être signalées : la création du Consortium national de la houille (Consorcio Nacional Carbonero) ; la réorganisation du transport ferroviaire et maritime ; la réactivation du réseau d’entrepôts de céréales ; le recensement et classement des friches ; et la mise au point du plan statistique général des secteurs économiques, des travaux publics, de l’agriculture, afin en particulier de cerner l’incidence de la Première Guerre mondiale sur la production en Espagne,. C’est à son initiative que furent établis en 1916 les premiers tableaux de calcul du produit national en Espagne, même si, dans l’opinion de l’économiste Luis Olariaga Pujana, les données produites sont sujettes à caution. Il fonda une Caisse centrale de crédit agricole (Caja Central de Crédito Agrícola), qui allait cependant déboucher sur un échec.

#### Ministre de la Guerre (1920-1921)
Marichalar y Monreal dirigea le ministère de la Guerre entre le 5 mai 1920 et le 14 août 1921, dans des cabinets ministériels dirigés successivement par Eduardo Dato et Manuel Allendesalazar.

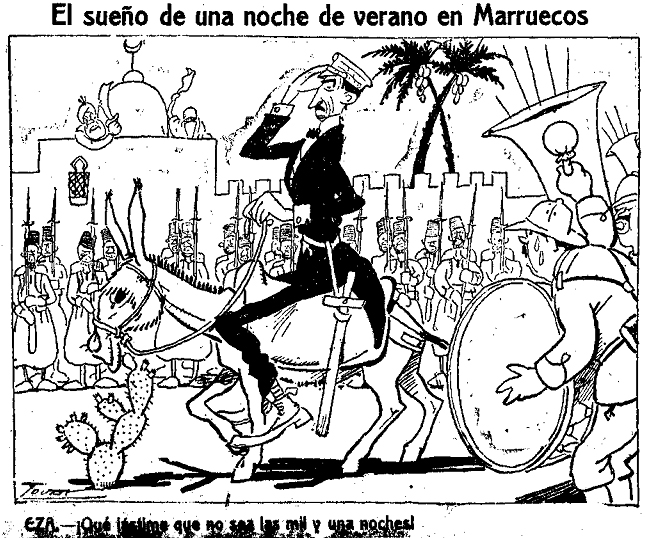
Caricature d’Eza par Tovar, parue dans le journal La Voz à l’occasion du voyage du ministre au Maroc en 1920.

Parmi ses accomplissements comme ministre de la Guerre, il convient de signaler en particulier : la réorganisation des services de cartographie militaire, des commissions géographiques, de l’aéronautique militaire, des corps de la Garde civile et des Carabiniers, et de la fonction militaire des chemins de fer ; l’introduction dans l’armée espagnole de nouvelles techniques et méthodes telles que la statistique, la tenue de registres, la métrologie ; l’attribution de bourses d’études à l’étranger dans le domaine de la métallurgie, de l’optique, etc. ; la lutte contre l’analphabétisme dans les classes de conscrits ; le relèvement du statut des sergents, en vue de quoi il ranima les académies de régiment ; la réorganisation de l’élevage équin et du corps de vétérinaires militaires ; l’amélioration des conditions de vie dans les casernes ; la construction de pavillons et de maisons militaires ; et la mise sur pied de caisses de prévoyance, en particulier pour les couches les plus modestes de l’armée espagnole, y compris pour son personnel civil, en même temps qu’une hausse du niveau de vie pour les veuves et les orphelins, l’une de ses constantes préoccupations.
Dès sa prise de fonction, et plus particulièrement après le voyage qu’il entreprit au Maroc, en octobre 1920, c’est-à-dire au lendemain de la prise de Chefchaouen et après l’avancée éclair du général Silvestre à l’ouest du fleuve Kert, le sujet du protectorat espagnol allait être au centre de ses actions comme ministre. C’est à l’occasion de ce déplacement qu’il releva quelques graves déficiences, auxquelles cependant il négligea de remédier, dont en particulier : le mauvais état des pièces d’artillerie consécutif à leur long séjour dans les positions ; le faible nombre des avions et leur disparité ; et l’aspect déplorable des hôpitaux de campagne, aménagés dans des baraquements, en nombre insuffisant, et manquant d’équipements et de médicaments. C’est aussi à cette même occasion qu’il accéda à la requête de Berenguer d’étendre ses attributions comme haut commissaire au Maroc. Il souhaitait accroître le volontariat dans les troupes espagnoles, à l’effet de quoi il créa, par voie du Décret royal du 31 août 1920 et d’ordonnances ministérielles prises de concert avec les ministres des Finances et de l’État, respectivement Lorenzo Domínguez Pascual et Salvador Bermúdez de Castro, la Légion espagnole, alias Tercio de Extranjeros, dans le but d’économiser les vies des conscrits métropolitains dans ce qui était une guerre impopulaire. Ce fut Eza qui, sur proposition du général Berenguer, alors haut commissaire suppléant, désigna commandant en chef de la Légion le lieutenant-colonel Millán-Astray. L’action d’Eza dans le Protectorat fut positivement appréciée dans le domaine sanitaire, dans celui des communications et de l’équipement.
C’est sous son ministère qu’eut lieu en juillet 1921 la débâcle espagnole d’Anoual et l’effondrement de la Comandancia de Melilla que dirigeait Silvestre. L’amorce de cette débâcle, l’occupation téméraire du mont Dhar Ubarran début juin 1921, à laquelle il avait donné son accord et qui fut suivie presque aussitôt par sa reconquête par des combattants rifains, fut minimisé par lui comme un « coup de griffe » (zarpazo). Aux demandes de renforts formulées par Berenguer, il manifesta tout d’abord que « l’armée d’Afrique dispose de tout ce dont elle a besoin ». Ne cessant ensuite, alors que la débandade espagnole était en cours, de conférer avec Berenguer, il prit, par l’envoi à Melilla de troupes et de matériel depuis la métropole, une part active à la réorganisation de l’armée espagnole sous la direction de Berenguer. Face au siège du fort espagnol de Mont-Aroui par les Rifains, il dit partager pleinement le point de vue de Berenguer, qui estimait que l’envoi d’une colonne de secours pour délivrer la position était inopportune et que la reddition de la position s’imposait ; tenu au courant des tractations, il acquiesça à la capitulation du général Navarro, commandant du fort, qui eut lieu le 5 août 1921.
Pendant ce temps à Madrid, la presse espagnole était soumise à censure et obligée de reproduire les communiqués de guerre publiés par les autorités militaires, assortis en outre de commentaires dithyrambiques. Interrogé à ce sujet par Berenguer le 25 juillet, le ministre Eza répondit :

« Pour ma part, j’autorise qu’on donne des nouvelles sur tout, sans autre limite que celle que le patriotisme mis au service de la vérité impose aux journalistes. »

Dans la soirée du même jour, Eza rectifia sa déclaration et fit part que le gouvernement avait établi une censure a priori de la presse pour éviter les chroniques sensationnelles et déprimantes.
Dans le même temps, Eza était accusé par Agustín de Luque, l’un de ses prédécesseurs au ministère de la Guerre, d’avoir démuni l’armée d’Afrique, qui ne disposait alors ni de mortiers, ni de chars de combat, et en particulier d’avoir, sous la pression des Juntes de la Défense nationale, renoncé à l’achat d’un lot de matériel de guerre français et britannique, surplus de la Première Guerre mondiale,,.
Le 1er août 1921, Eza sollicita le général Picasso d’examiner les faits d’Anoual et de cerner les responsabilités du « désastre »,,,,, initiative dont l’ensemble de la presse fut informée. Il fut sommé par des membres de l’opposition libérale de s’expliquer devant le Sénat,, mais le rapport rédigé par la commission Picasso à l’issue de son enquête exempta Eza de toute responsabilité politique,. Après sa démission comme ministre de la Guerre le 6 août 1921, il publia deux ouvrages pour se justifier : El desastre de Annual et  Mi responsabilidad en el desastre de Melilla como ministro de guerra (1923).

#### Autres mandats
Marichalar y Monreal siégea comme sénateur du Royaume jusqu’aux élections de 1923. Il était membre de l’Association pour le progrès social, président de l’Association espagnole pour le progrès des sciences (AEPC), de l’Association de lutte contre le chômage, et délégué permanent de l’Espagne auprès de l’Organisation internationale du travail ,. Il fut maire de Madrid de 1913 à 1914, et à ce titre mit en œuvre une politique de prestations sociales et de sécurité de l’emploi au profit des couches les plus modestes,, portant une attention particulière au problème des logements insalubres et menant une action interventionniste en matière de moyens de subsistance de base,. Face à la réalité sanitaire de la ville, qui était lamentable, il commanda un rapport à César Chicote, alors directeur du Laboratoire municipal, lequel rapport fut ensuite publié avec une préface d’Eza, où celui-ci faisait montre d’une érudition notable et de réalisme, mais aussi d’un paternalisme suranné,. Bientôt désillusionné, Eza démissionna de sa charge et fut remplacé par son successeur le 21 juillet 1914.
Il participa aux réunions de concertation sur les assurances sociales (invalidité, chômage involontaire, maternité, vieillesse…). Il était membre de l’Institut des réformas sociales, dont il allait devenir président. Il sut resserrer sensiblement les liens avec le Portugal, grâce aux relations avec les associations homologues existant dans ce pays.

#### Président de l’AEPC
En sa qualité de président de l’Association espagnole pour le progrès des sciences (intitulé espagnol : Asociación Española para el Progreso de las Ciencias, sigle AEPC), il réussit, à partir du 11e congrès tenu à Cadix en 1927, à imprimer un virage idéologique menéndez-pelayiste à ladite association, qui fut amenée ainsi à modifier radicalement ses prémisses positivistes initiales, compromettant par là ce qui aurait pu être un important appui au développement scientifique de l’Espagne.
L’AEPC avait vu le jour comme une institution à caractère scientifique général, fruit des idées libérales et progressistes, dont les principes s’opposaient frontalement aux positions traditionalistes et conservatrices. Les fondateurs de l’Association définissaient le terme de science comme « l’étude de la Nature et de ses processus, soit par des moyens expérimentaux, soit par l’observation ». Cependant, cet esprit positiviste originel allait s’évanouir peu à peu, à mesure que se renforçait la mainmise sur l’association par des figures plus conservatrices issues de l’Académie des sciences morales et politiques, telles que Dato, Sanz Escartín, Zaragüeta, Gascón y Marín et Eza lui-même. Cette évolution connut formellement son apogée en 1928, lorsqu’au lendemain de la mort du biochimiste José Rodríguez Carracido, Eza se vit confier la présidence de l’Association, poste qu’il allait occuper jusqu’à sa mort en 1945.
Dans son discours inaugural au 11e congrès de Cadix en 1927, Marichalar y Monreal, dissertant sur « l’âme nationale », révéla les clefs du revirement de l’Association, à savoir : la réorientation de la science espagnole vers, dixit Eza, « les retrouvailles avec les vérités supérieures et les essences oubliées de l’âme et du génie nationaux ». Cette allocution marque le début d’une nouvelle période de l’AEPC, caractérisée par le rejet et l’abandon des conceptions positivistes de la première période. Désormais, il n’importait plus tant d’« exiger le développement et la pratique des sciences positives, ni la réforme des programmes d’études visant à favoriser les études expérimentales qui [permettent] de réaliser le développement industriel propre à une nation moderne » ; il s’agirait désormais de promouvoir les études vouées à mettre en lumière ce qu’il y a de spécifique et de caractéristique dans l’âme nationale, dans l’esprit du peuple espagnol, dont les traits singuliers s’exprimeraient dans les œuvres philosophiques, théologiques et morales. La science allait donc figurer désormais comme expression de l’âme nationale, et la formation scientifique rester à tout moment subordonnée à la morale catholique, telle qu’arrêtée dans les préceptes de la religion,.
Sous la Seconde République, proclamée en 1931, Eza allait s’obstiner davantage encore dans sa croisade antipositiviste, en quoi il eut le soutien enthousiaste de l’ecclésiastique néoscolastique Juan Zaragüeta, autrefois disciple à Louvain du cardinal Désiré-Joseph Mercier. À son initiative fut créée la sous-section autonome de Philosophie, noyau central dans l’orbite duquel évoluaient à présent les autres disciplines. Selon Zaragüeta, la reconstruction nationale aurait à se fonder sur une réforme morale, et non scientifique, c’est-à-dire que la réforme scientifique serait assujettie à une formation morale appuyée sur la foi catholique comme guide permettant d’atteindre à une notion globale de la vérité. En 1940, lors du 16e congrès de l’AEPC tenu à Saragosse, Eza se fit un devoir de rappeler, dans son allocution dédiée à la Vierge du Pilier, que la science en dehors de Dieu ne pouvait conduire qu’à des « catastrophes horribles et à des errements irrémédiables », et définit la science comme « un moyen et non une fin [...] pour nous élever à la beauté de la cause dernière de l’existence », pour fortifier « notre Religion » et pour honorer « notre Patrie »,. À l’égal de Menéndez Pelayo, Marichalar y Monreal adhérait à une vision du monde chrétienne et providentialiste, où les événements historiques sont l’expression rationnelle de l’ordre théologique et où les lois coïncident avec les dogmes chrétiens sur la destinée de l’homme. Eza finit par récuser les acquis des Lumières, par condamner la Révolution française, et par repousser toute entente tant avec le marxisme qu’avec le socialisme modéré ou réformiste. Dans cet esprit, l’AEPC avec Eza à sa tête concordait avec l’orientation scientifique de la phase nationale-catholique du franquisme.

#### Retrait de la vie politique (1923) et activité comme intellectuel
Peu après l’attentat meurtrier contre Dato en mars 1921, Eza, désenchanté, quitta définitivement, jusqu’à la fin de sa vie, l’avant-scène politique, sans toutefois cesser d’occuper différentes fonctions publiques. En particulier, il ne souhaita pas prendre part directement au Directoire militaire de Primo de Rivera, qui avait suspendu la constitution de 1876 à laquelle Eza était attaché. Selon certains auteurs, la Dictature tenta de le capter en lui proposant l’ambassade de Londres, mais Eza aurait décliné cette offre,,. De même, Eza préféra se tenir en marge de la Seconde République, système politique qui ne cadrait pas avec ses convictions monarchistes et traditionalistes, et sa candidature aux élections de février 1936 en tant qu’« agriculteur indépendant » n’eut aucun retentissement. Finalement, pendant la première phase du régime franquiste, où le modèle du conservatisme traditionnel avait été mis au rebut, et après avoir péniblement passé la guerre civile dans le Madrid républicain, il se résigna à faire figure de symbole de la restauration de la morale catholique, comme le dénotent notamment ses écrits sur le rôle traditionnel de la femme.

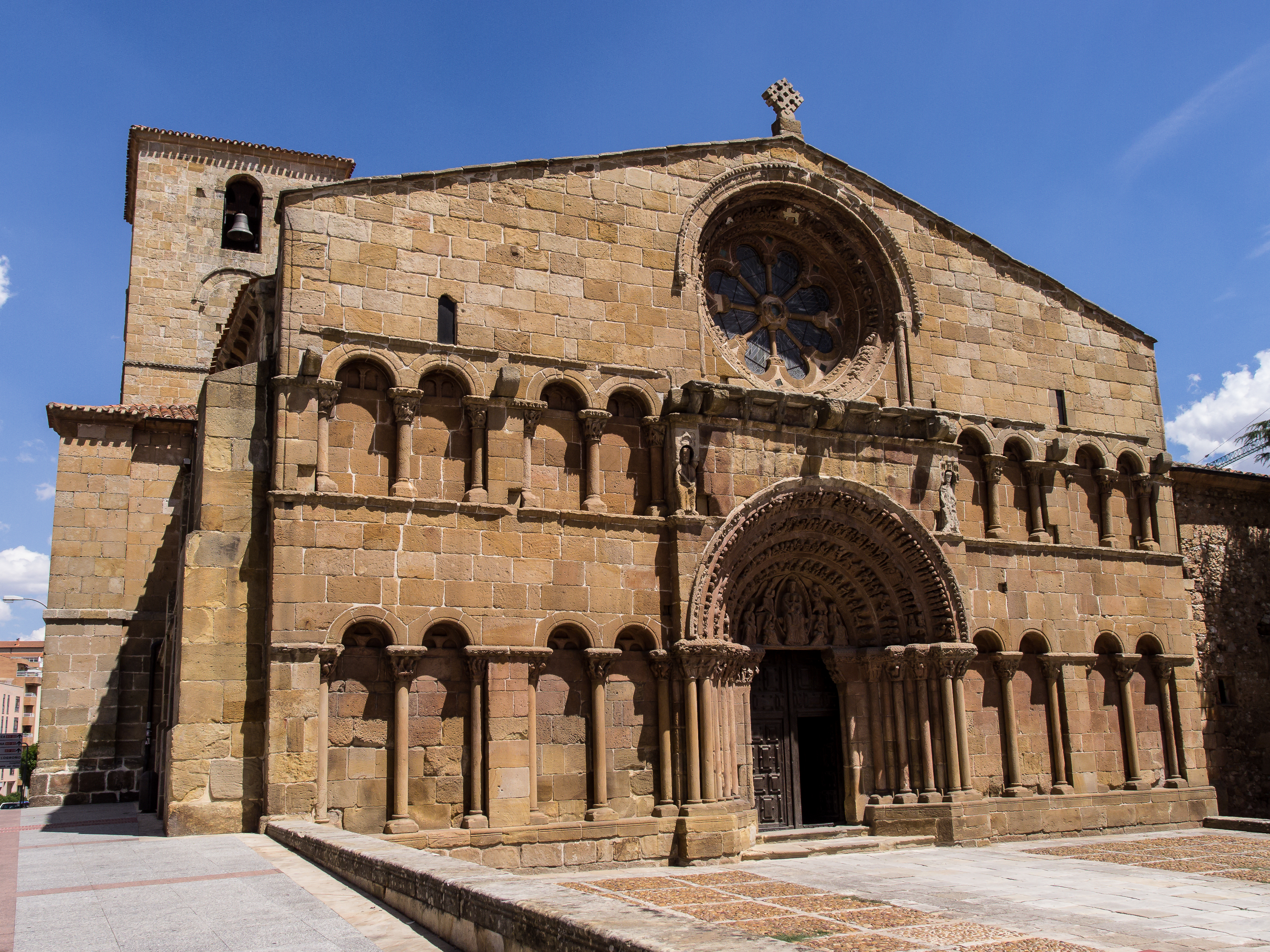
Église Saint-Dominique à Soria, où les restes du vicomte d’Eza ont été inhumés.

Retiré de la vie politique, il se consacra dorénavant à ses activités d’auteur et de conférencier, et ce jusqu’à sa mort en 1945. Il était membre à partir de 1919 de l’Académie royale des sciences morales et politiques, membre correspondant de l’Académie royale de jurisprudence et de législation,, de plusieurs Sociétés économiques des Amis du Pays, directeur des Semaines sociales d’Espagne (observatoire social et lieu de réflexion fondé dans le sillage de l’encyclique Rerum Novarum), conseiller de l’Institut national de prévoyance, de l’Association espagnole de droit international, et président du Patronage des Écoles sociales d’Espagne. Il déploya également une activité de journaliste et d’essayiste, publiant entre autres les œuvres suivantes : El problema agrario en España, El oro, el crédito y la Banca, como factores internacionales, Crítica del Impuesto sobre la Renta (littér. Critique de l’impôt sur le revenu), et El enigma ruso y el ocaso del socialismo (littér. l’Énigme russe et le déclin du socialisme).
Ses restes reposent dans l’église romane Saint-Dominique de Soria, ville en faveur de laquelle avaient tendu une partie de ses efforts. Eza en effet avait été présent dans sa « Soria vétuste et chérie » de façon ininterrompue tout au long de quatre décennies, y séjournant dans les dernières années de sa vie et y donnant, en « Grand Seigneur social », son appui à toutes les activités de nature culturelle, sportive, de bienfaisance ou économique qui s’y tenaient,.
Les notices nécrologiques parues après son décès évoquent son « exceptionnelle compétence », son « insatiable curiosité » et son « énorme érudition », le rangent parmi les représentants les plus accrédités du conservatisme libéral et le qualifient de ferme rempart de la réforme sociale catholique, dans la droite ligne de Rerum Novarum du pape Léon XIII. Était mis en lumière d’autre part son rôle comme mécène et comme observateur et analyste des événements de la sphère internationale, qu’il connaissait de première main grâce à sa maîtrise des langues et à ses fréquents séjours à l’étranger.
Le 29 mars 2000, le ministère espagnol de l’Agriculture et de la Pêche mit à la mer un navire océanographique baptisé Vizconde de Eza en hommage à Luis de Marichalar.

## Vie familiale et titres nobiliaires
Marichalar y Monreal avait épousé Encarnación Bruguera y Molinuevo (1877-1946), demoiselle madrilène d’une haute position sociale, avec qui il eut une famille nombreuse. Il était le grand-père notamment de l’entrepreneur Álvaro de Marichalar (né en 1961) et du financier Jaime de Marichalar.
Par un ordre royal, le 8 février 1900, le roi Alphonse XIII réhabilite le titre de vicomte d’Eza (es) en faveur de Luis Marichalar, un titre nobiliaire espagnol créé en 1711 par Philippe V. « Pour [le vicomte], ses enfants et successeurs légitimes », Alphonse XIII réhabilite également le 27 juin 1925 le titre de marquis de Ciria (es) au sein de la grandesse d’Espagne, en faveur de don Luis.

## Œuvre écrite

### Caractérisation générale
Comme auteur, Marichalar y Monreal joua un rôle de premier plan, comme en témoignent ses billets publiés en 1927 dans le journal ABC et dirigés contre le projet d’impôt sur le revenu de Calvo Sotelo, billets qui eurent pour effet d’amplifier notablement la mobilisation des milieux conservateurs et finirent par saborder le projet. Ses écrits, largement et régulièrement commentés dans la presse spécialisée, jouissaient d’un retentissement important et d’un public fidèle dans les milieux conservateurs et sociaux-catholiques.
L’œuvre écrite de Marichalar y Monreal, fort copieuse (comprenant ouvrages, essais, articles de presse et de revue spécialisée, textes de conférence et de discours, comptes rendus de ses participations à des congrès, de ses cours et débats, etc.), traite de quatre grands domaines thématiques (agriculture, économie, sociologie et politique) et s’étale sur près d’un demi-siècle, jusqu’à l’année de sa mort. Cependant, d’après les auteurs Martínez Vara  et Ramos Gorostiza, « ce n’est pas l’œuvre d’un penseur original, mais l’œuvre répétitive, asystématique et généralement superficielle d’un publiciste informé et intellectuellement inquiet », qui s’était mis tout entier au service de la défense et de la diffusion des principes du conservatisme catholique (caractérisé par le traditionalisme, le corporatisme, l’élitisme, le paternalisme social, etc.), positionnement qu’Eza maintint sans modifications essentielles durant toute sa vie, encore qu’il le refaçonna au gré des événements avec une tonalité de plus en plus réactionnaire.
Ses écrits sont truffés de citations directes ou indirectes tirées d’ouvrages qui faisaient alors l’actualité. Sa méthode de travail consistait à incorporer dans ses écrits les principales idées exposées dans les livres et articles les plus récents à propos de tel sujet concret qu’il se trouvait être en train d’analyser, pour y greffer ensuite ses propres réflexions de synthèse, toujours dans la droite ligne du conservatisme catholique. D’autre part, ses livres se composaient pour une bonne part de compilations de ses propres articles déjà parus ou d’expansions et de révisions de conférences par lui prononcées auparavant devant des institutions publiques ou privées. À leur tour, les journaux et revues, champ d’expression ordinaire d’Eza, faisaient la recension dithyrambique de ses ouvrages et activités. Les deux périodiques les plusieurs importants étaient pour Eza le journal monarchiste ABC et le quotidien La Época, porte-voix du Parti conservateur et défenseur de la monarchie parlementaire, bien qu’il ait aussi publié dans d’autres organes de presse à tendance conservatrice moins accentuée. Il apporta également ses contributions à une série de périodiques favorables au catholicisme social.

### Liste (non exhaustive)
Le vicomte d’Eza est l’auteur d’une œuvre variée principalement orientée sur la question agraire, sur l’économie de l’Espagne, sur les problèmes sociaux ou encore sur la politique nationale de l’époque.
- (es) La vivienda insalubre en Madrid. Memoria presentada al Excmo. Sr. Vizconde de Eza, de César Chicote, Madrid, Ayuntamiento de Madrid, 1914, 121 p., « Préface ».
- (es) El Problema económico de España, Madrid, Imprenta Bernardo Rodríguez, 1916.
- (es) La organización económica nacional. Discurso leído en el acto de su recepcion en la Real Academia de Ciencias Morales y Políticas y contestació de D. Eduardo Sanz Escartín (Conde de Lizarraga), Madrid, Imprenta Bernardo Rodríguez, 1919, 113 p.
- (es) Mi responsabilidad en el desastre de Melilla como ministro de guerra, Madrid, Gráficas Reunidas, 1923, 521 p.
- (es) Undécimo Congreso, celebrado en la ciudad de Cádiz, del 1 al 7 de mayo de 1927 (ouvrage collectif), Madrid, Talleres Poligráficos, 1927, 166 p. (lire en ligne), « Sesión de apertura del Congreso. Discurso inaugural », p. 7-48.
- (es) Ante el anuncio de reforma constitucional, Madrid, Ruiz Hermanos, 1928, 147 p.
- (es) ¿Decadencia, senectud o crisis de crecimiento?, Madrid, Ruiz Hermanos, 1930, 189 p.
- (es) De mis carpetas. I. Una supuesta civilización nueva, Madrid, Sobrinos de la Sucesora de M. Minuesa, 1933, 141 p.
- (es) De mis carpetas. Lo social y lo político, Madrid, Sobrinos de la Sucesora de M. Minuesa, 1934.
- (es) El progreso social en suspenso, Madrid, Sobrinos de la Sucesora de M. Minuesa, 1934, 402 p.
- (es) La propiedad privada y sus deberes (lección), Madrid, Sobrinos de la Sucesora de M. Minuesa, 1934, 48 p.
- (es) La corporación como estructura nueva del estado. Conferencia dada en el Ateneo sevillano el día 3 de mayo de 1934, Madrid, C. Bermejo Impresor, 1934, 54 p.
- (es) Agrarismo, Madrid, C. Bermejo Impresor, 1936, 365 p.
- (es) La Ciencia última: la Ética. Asociación Española para el Progreso de las Ciencias: XVI Congreso celebrado en Zaragoza durante los días 15 al 21 de diciembre de 1940. Discursos inaugurales del congreso y de sus secciones y varios trabajos de éstas (ouvrage collectif), Madrid, Bermejo, 1940, p. 43-69.
- (es) Vivero de selectócratas, Madrid, C. Bermejo Impresor, 1940, 166 p.
- (es) Piedras miliarias. Lo moral, Madrid, C. Bermejo Impresor, 1943, 52 p.
- (es) Piedras miliarias. Lo político, Madrid, C. Bermejo Impresor, 1943, 70 p.
- (es) Piedras miliarias. Lo social, Madrid, C. Bermejo Impresor, 1943, 81 p.
- (es) Piedras miliarias. Bases constituyentes, Madrid, C. Bermejo Impresor, 1943, 72 p.
- (es) Asociación Española para el Progreso de las Ciencias: discursos generales del Congreso y algunos trabajos de las secciones (ouvrage collectif), Madrid, C. Bermejo Impresor, 1944, « Sesión de clausura », p. 60-66 & 80-87.
- (es) Asociación Española para el Progreso de las Ciencias: discursos generales del Congreso y algunos trabajos de las secciones (ouvrage collectif), Madrid, C. Bermejo Impresor, 1944, 539 p., « Conservador-Demócrata », p. 320-342.
- (es) « Mandar es servir », Revista Internacional de Sociología, Cordoue, Consejo Superior de Investigaciones Científicas, no 5,‎ 1944, p. 39-74.
- (es) Sociología y Legislación. Conferencia dada en la Escuela Social del Ministerio de Trabajo, Madrid, Libreria A&M Jimenez, 1944, 38 p.
- (es) La representación del país. Disertación ante la Real Academia de Ciencias Morales y Políticas, en las sesiones de octubre y noviembre de 1945, Madrid, C. Bermejo Impresor, 1945, 189 p.
- (es) Antología de las Obras del Excmo. Señor vizconde de Eza, Madrid, Escuela Social, 1950, 1037 p.

## Aperçu des mandats et fonctions

### Fonctions gouvernementales
- du 11 juin 1917[G 3] au 3 novembre 1917[G 4] : ministre de l’Équipement sous le deuxième gouvernement d’Eduardo Dato ;
- du 5 mai 1920[G 5] au 13 mars 1921[G 6] : ministre de la Guerre sous le troisième gouvernement d’Eduardo Dato e Iradier puis celui de Gabino Bugallal Araújo ;
- du 8 mars 1921[G 7] au 13 mars 1921[G 8] : ministre intérimaire de la Marine sous le gouvernement de Gabino Bugallal Araújo ;
- du 13 mars 1921[G 9] au 14 août 1921[G 10] : ministre de la Guerre sous le second gouvernement de Manuel Allendesalazar.

### Fonctions parlementaires
- du 23 avril 1899 au 15 septembre 1923 : membre du Congrès des députés pour le discrit électoral de Soria (élu à douze reprises)[111].

### Mandats locaux
- 2 novembre 1913[G 11] au 20 juillet 1914[G 12] : maire de Madrid.